# Toby Whithouse
Toby Whithouse, né en 5 juillet 1970 à Southend-on-Sea, est un acteur, humoriste et scénariste britannique.
Il est principalement connu pour avoir créé les séries Being Human sur BBC3, No Angels sur Channel 4 et pour avoir travaillé sur les séries Hôtel Babylon, Doctor Who ou Torchwood

## Biographie

### Débuts
Toby Whithouse a débuté en faisant des études d'art au lycée de sa ville natale de Southend-on-Sea. Au début des années 1990, il se tourne vers une carrière d'acteur à la télévision. Il joue ainsi un rôle régulier dans la série la BBC One The House of Eliott et décroche un petit rôle dans le film de 1993 Les Ombres du cœur. Il apparaît aussi sur scène dans le quartier du West End theatre au côté de Gene Wilder dans Laughter on the 23rd Floor produit par Neil Simon en 1997.

### Carrière de scénariste
Frustré par la baisse de qualité des scripts qu'il reçoit, Whithouse décide d'apprendre à en écrire entre deux rôles et finit par écrire une pièce de théâtre nommée Jump Mr. Malinoff, Jump qui gagne le prix Verity Bargate. La pièce est jouée au Soho Theatre de Dean Street à Londres. Il se met alors à travailler pour la télévision et écrit un épisode de la série Where the Heart Is pour ITV.
Il s'associe ensuite avec la compagnie de production indépendante World Productions et travaille sur la série Attachments pour BBC 2. La chaîne Channel 4 approche alors "World Production" avec une idée de nouvelle série dramatique, racontant la vie de quatre infirmière dans le Nord de l'Angleterre. Whithouse se propose pour écrire la série qui est No Angels et s'est poursuivie durant 3 saisons de 2004 à 2006.
Ami avec la productrice exécutive de la série Doctor Who Julie Gardner, Whithouse est invité en 2005 dans l'équipe de production et écrit le 3e épisode de la deuxième saison, « L'École des retrouvailles » qui voit le retour des personnages de Sarah Jane Smith et de K-9 et inspire la série dérivée The Sarah Jane Adventures. En 2006, il contribue aussi à un épisode de la série derivée de Doctor Who, Torchwood avec l'épisode « Cadeaux grecs. » Il revient ponctuellement dans la série Doctor Who et écrit les épisodes « Les Vampires de Venise » (2010) « Le Complexe divin » (2011) « La Ville de la miséricorde » (2012), le double épisode « Au fond du lac/Avant l'inondation » (2015) et « La Terre du Mensonge » (2017)
En 2008, il écrit et crée la série Being Human : La Confrérie de l'étrange pour la chaine BBC 3. À l'origine prévue par la chaîne afin d'être un téléfilm, la série devient un succès public et des pétitions demande son retour. La série dura cinq saisons de 2009 à 2013.
En 2014, il écrit crée et écrit quatre épisodes de la série The Game qui dura six épisodes sur BBC2

### Carrière d'acteur
En tant qu'acteur, le dernier rôle de Toby Whithouse fut celui d'Alistair dans la version cinéma du Journal de Bridget Jones. Toutefois, il apparaît dans des petits rôles dans les séries dont il est scénariste, comme dans Hôtel Babylon en février 2006, un caméo dans le dernier épisode de No Angels en avril 2006 ou le rôle du secrétaire domestique dans le dernier épisode de Being Human en 2013.
Toby Whithouse se produit aussi comme humoriste de stand-up.

## Filmographie sélective

### En tant que scénariste
- 1999 : Where the Heart Is (1 épisode)
- 2000 : Start-up (1 épisode)
- 2004 à 2006 : No Angels (8 épisodes)
- 2006 : Hôtel Babylon (1 épisode)
- 2006 : Doctor Who : « L'École des retrouvailles »
- 2006 : Torchwood : « Cadeaux grecs»
- 2007 : Comedy Showcase (1 épisode)
- 2007 : The Armstrong and Miller Show (1 épisode)
- 2009 à 2013 : Being Human : La Confrérie de l'étrange (33 épisodes)
- 2010 : Doctor Who : « Les Vampires de Venise »
- 2011 : Doctor Who : « Le Complexe divin »
- 2012 : Doctor Who : « La Ville de la miséricorde »
- 2014 : The Game (4 épisodes)
- 2015 : Doctor Who : « Au fond du lac/Avant l'inondation »
- 2017 : Doctor Who : «The Lie of the Land »

## Sources
- (en) Cet article est partiellement ou en totalité issu de l’article de Wikipédia en anglais intitulé « Toby Whithouse » (voir la liste des auteurs).
- David Darlington, « Script Doctors – Toby Whithouse » paru dans le Doctor Who Magazine no 367, 29 mars 2006, pages 24–29.